# نارين هوا
نارين هوا هي ممثلة منغولية، ولدت في 17 نوفمبر 1962 في الصين.

## وصلات خارجية
- نارين هوا على موقع IMDb (الإنجليزية)
- نارين هوا على موقع روتن توميتوز (الإنجليزية)
- نارين هوا على موقع قاعدة بيانات الفيلم (الإنجليزية)